# Lazisko
Lazisko je obec na Slovensku, v okrese Liptovský Mikuláš v Žilinském kraji. Obec se nachází ve jižní části Liptovské kotliny na úpatí Nízkých Tater.
První písemná zmínka o obci pochází z roku 1396. Území obce je zajímavé turistickými trasami k Hradisku, kde je naleziště púchovské kultury. Na zdejším hřbitově je v rodinném hrobě pohřbena herečka Květa Fialová.
V Lazisku je několik studánek a pramenů a také dřevěná zvonice.

## Galerie

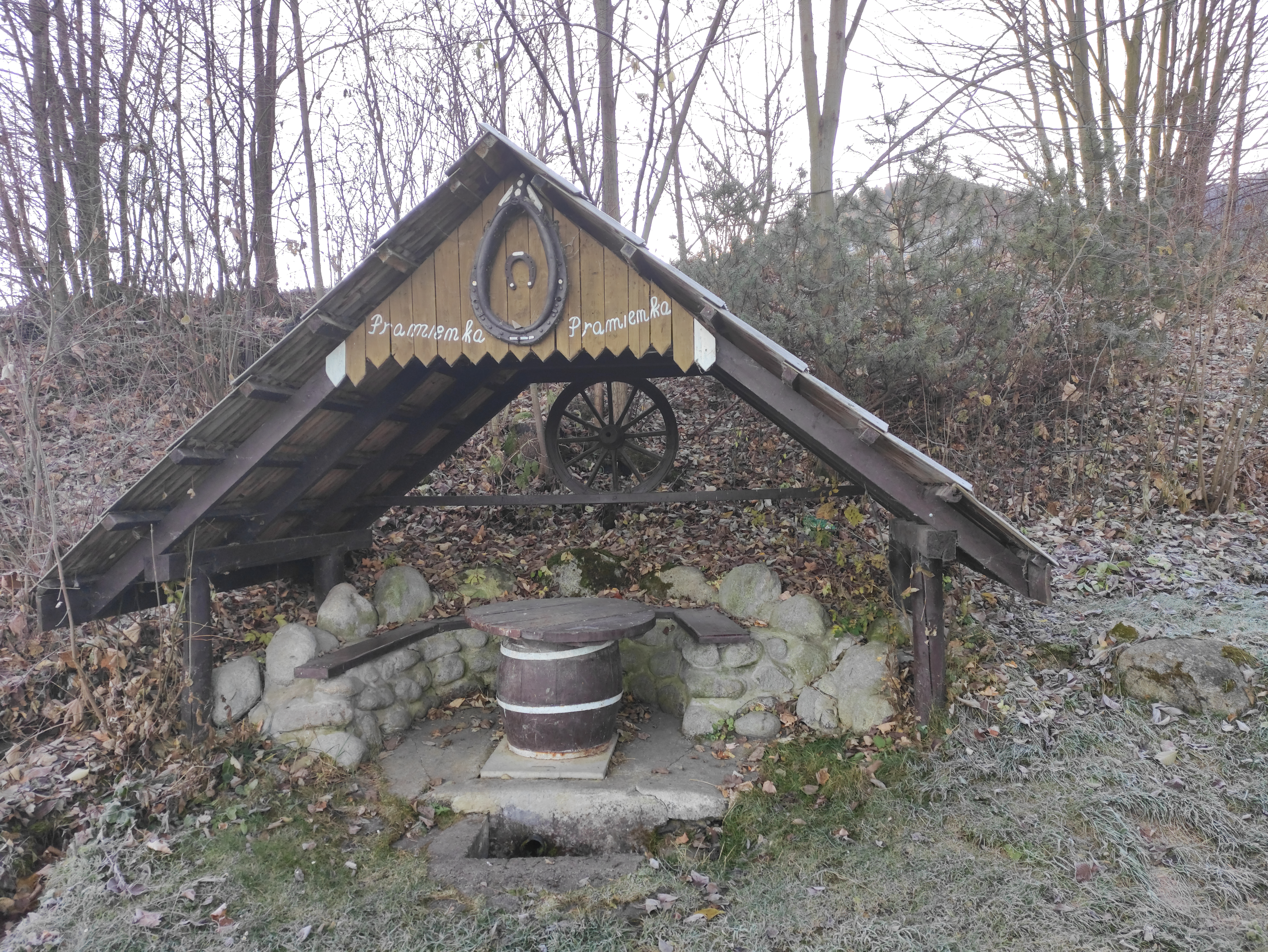
Pramienka
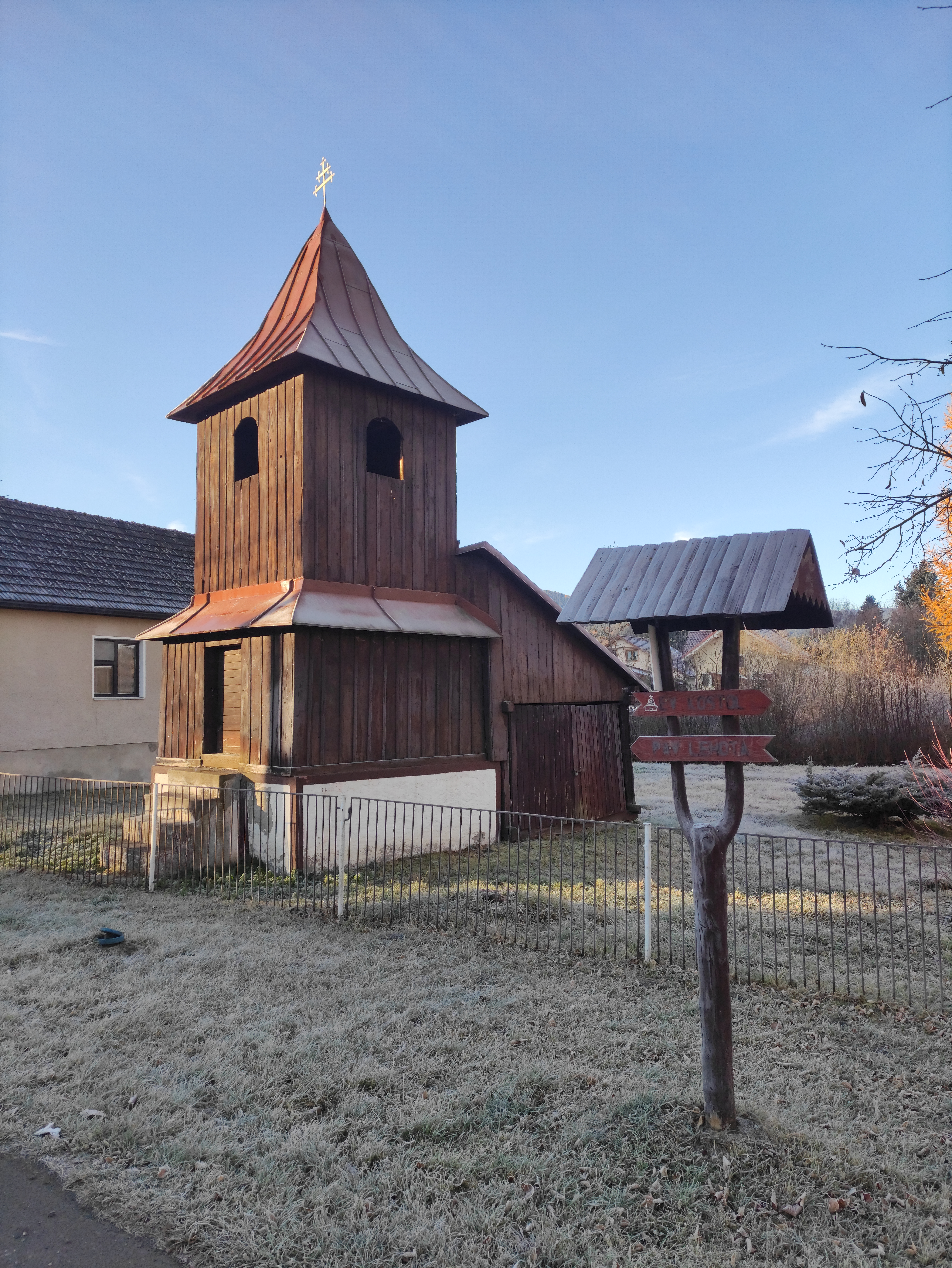
dřevěná zvonice
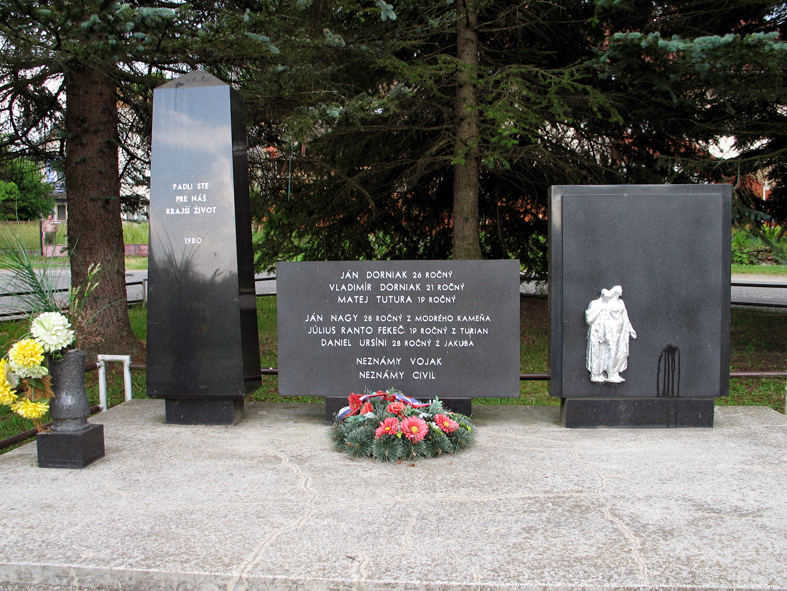
Památník SNP